# Theodor Gotthold Thienemann
Theodor Gotthold Thienemann (* 29. September 1754 in Altenburg; † 2. Februar 1827 in Rochlitz) war ein deutscher lutherischer Theologe.

## Leben
Der Sohn des Altenburger Hofpredigers und späteren Superintendenten in Orlamünde Christian August Thienemann und dessen Frau Johanna Dorothea Petzold, hatte seine erste Ausbildung in Orlamünde erhalten. 1770 bezog er die Universität Jena, wo er anfänglich ein Studium der Rechtswissenschaften absolvierte und dann zur Theologie umschwenkte. Nach der Rückkehr in seine Heimat beschäftigte ihn ab 1774 der Unterricht des jüngeren Bruders August Renatus Gottfried Thienemann, der später Pfarrer in Löbichau bei Jena war. Nach dem Tod seines Vaters hatte Thienemann dessen Pfarrei mit dem dortigen Diakon verwaltet und bezog Ostern 1781 abermals die Jenaer Hochschule, die er jedoch aus gesundheitlichen Gründen nach einem halben Jahr wieder verließ.
Anschließend war er Privatlehrer in Hummelshain, wurde 1782 Hilfsgeistlicher beim Konsistorium in Altenburg und 1788 Prediger am Magdalenenstift in Altenburg. Als Inspektor der Landkirchen und Landschulen im Altenburger Land hatte er sich seit 1789 Verdienste erworben, außerdem durch die Errichtung eines Schullehrerseminars und eines Predigerkollegiums. 1795 ging er als Prediger nach Kohren, hatte 1813 eine Hofpredigerstelle in Altenburg abgelehnt und wurde am 31. Oktober 1817 Oberpfarrer und Superintendent in Rochlitz. Auf Betreiben seines Freundes Johann Severin Vater erhielt er am Tag seines Dienstantritts in Rochlitz von der theologischen Fakultät der Universität Königsberg den akademischen Grad eines Doktors der Theologie verliehen. Nachdem er bis ins hohe Alter gesundheitlich rüstig gewesen war, starb er an einem heftigen Brustleiden.

## Wirken
Thienemann hatte sich meistens mit der Kirchengeschichte und Patristik beschäftigt. Seine philosophische Bildung verdankte er einem anhaltenden Studium von Immanuel Kants Schriften, den er sehr schätzte, ohne deshalb ein entschiedener Anhänger seines Systems zu sein. Den philosophischen Kopf zeigten nicht nur mehrere seiner in theologischen Zeitschriften mitgeteilten Abhandlungen, sondern auch seine Predigten. Er pflegte sie wörtlich niederzuschreiben und auch so zu halten. Sein Kanzelvortrag war belehrend und anziehend, und eine wohltönende Sprache unterstützte ihn bis in seine spätesten Lebensjahre. Neben der Theologie beschäftigte er sich mit andern wissenschaftlichen Zweigen, besonders mit Astronomie und Numismatik. Der gewissenhaften Erfüllung seiner Berufspflichten taten jene Beschäftigungen keinen Eintrag.
Seinen Charakter als Mensch zierte strenge Redlichkeit und ein in jeder Hinsicht unbescholtener Lebenswandel. Er konnte daher streng sein in seinem Urteil über die Lebensweise seiner Amtsbrüder. Obgleich er durch seine wenigen Schriften zu keiner eigentlichen Berühmtheit gelangte, so sprachen sie doch, besonders mehrere seiner Abhandlungen in theologischen Journalen, für die Gründlichkeit seines Wissens und für seinen Scharfsinn. Dahin gehört besonders, was er über den Atheismus des Diagoras in Georg Gustav Fülleborns (1769–1803) Beiträgen zur Geschichte der Philosophie und über den Gebrauch der sogenannten moralischen Schriftauslegung auf der Kanzel im Journal für Prediger mitteilte.
In der eben angeführten Zeitschrift ließ er auch seinen sehr gelungenen Versuch einer Charakteristik der Kirchenväter und in Karl Friedrich Stäudlins Magazin für Religion, Moral und Kirchengeschichte seine Geschichte der Lehre von Gottes Vorsehung drucken. Außer den Beiträgen zur christlichen Erbauung, die er 1802 herausgab, ist noch eine 1798 erschienene Schrift wichtig, weil er in ihr den richtigen Standpunkt angab, aus welchem alle Versuche, die Wundergeschichten des Neuen Testaments natürlich zu erklären, notwendig betrachtet werden muss.

## Familie
Aus seiner am 7. Juli 1795 geschlossene Ehe mit Christiana Friederica Concordia, der Tochter des Pfarrers in Kohren Centurius Ludwig Crusius und dessen Frau Sophia Friederica Zakrewsky, gingen fünf Söhne hervor, wovon jedoch nur drei Söhne den Vater überlebten. Bekannt von den Kindern ist:
- Ernst Julius Thienemann (* 11. Juli 1796 in Kohren; † 27. Mai 1858), Pastor in Tegkwitz
- Gotthold Ferdinand Thienemann (* 6. April 1798 in Kohren; † 21. September 1800 ebenda)
- August Eduard Thienemann (* 9. Oktober 1800 in Kohren; † 30. April 1870 in Kötzschenbroda)
- Wilhelm Ferdinand Thienemann (* 22. Mai 1803 in Kohren; † 2. Februar 1855 in Neukirchen, Kr. Borna)
- Richard Emil Thienemann (* 23. November 1806 in Kohren; † 8. April 1813 in Kohren)

## Werke
- Zwei Predigten über die Lehre vom zukünftigen Leben. Altenburg 1794
- Bestimmung des Standorts, von welchem alle Versuche, die Wundergeschichten des Neuen Testaments aus natürlichen Ursachen zu erklären, zu betrachten sind. Leipzig 1798
- Anweisung für Schullehrer auf dem Lande zur pflichtmäßigen Verwaltung ihres Amts. Leipzig 1798
- Beiträge zur christlichen Erbauung. Altenburg 1802